# Pyrostria obovata
Pyrostria obovata är en måreväxtart som beskrevs av Bénédict Pierre Georges Hochreutiner. Pyrostria obovata ingår i släktet Pyrostria och familjen måreväxter.
Artens utbredningsområde är Madagaskar. Inga underarter finns listade i Catalogue of Life.